# Alviso Cadamosto

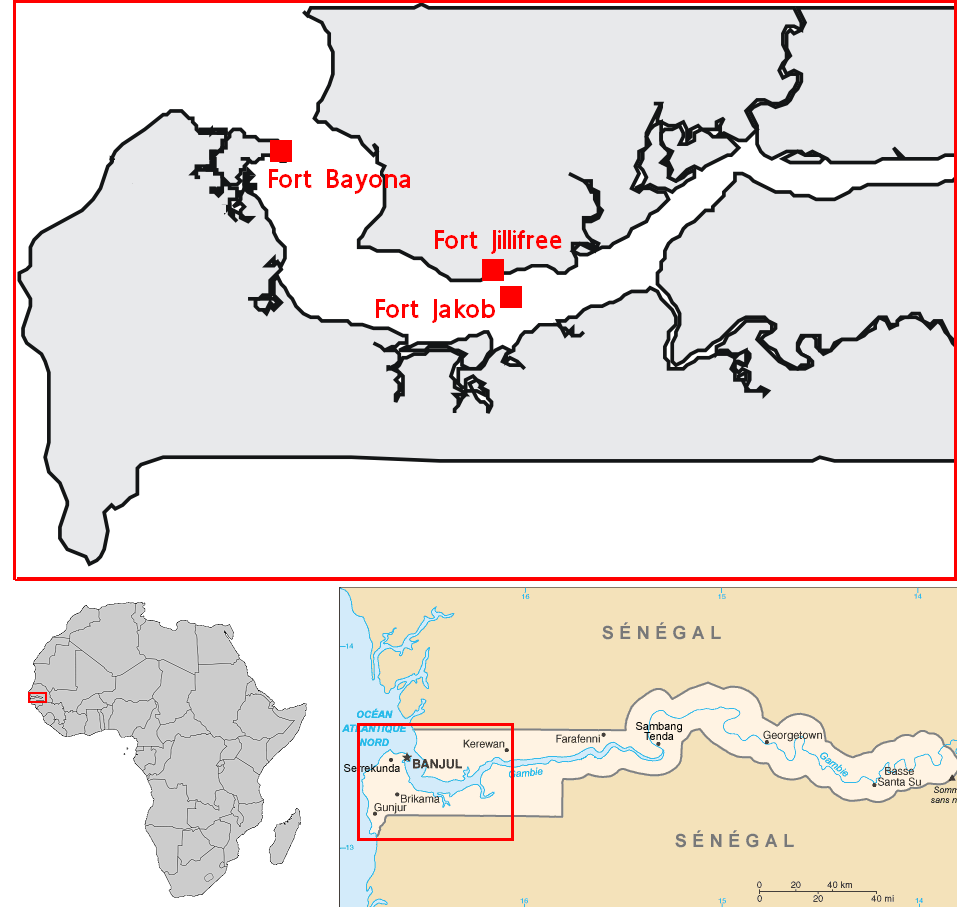
Mapa řeky Gambie kterou prozkoumal Alviso Cadamosto

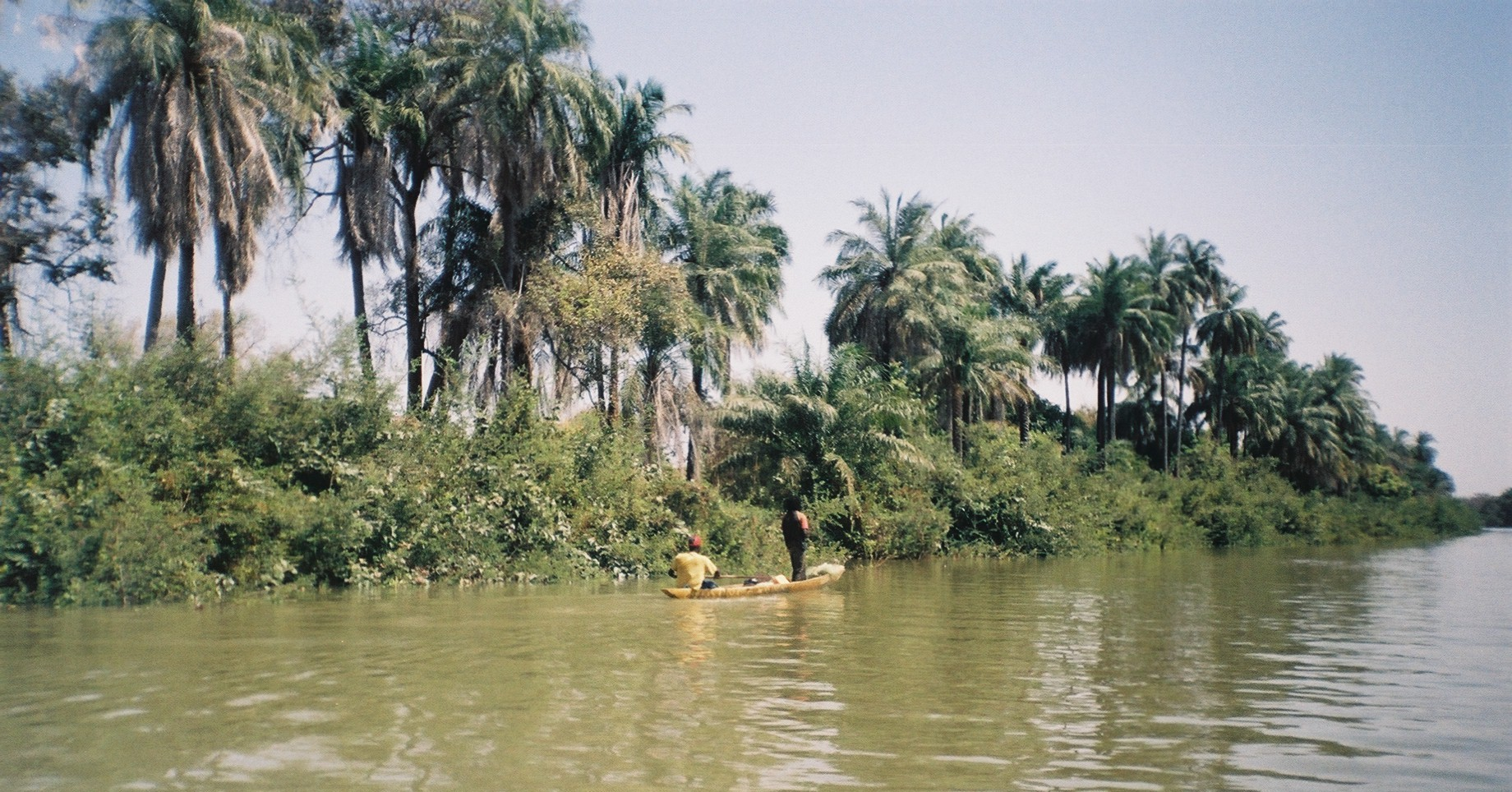
Řeka Gambie po které se Alviso Cadamosto plavil, byla vždy domorodci využívána k rybolovu

Alviso Cadamosto nebo Alvide da Ca' da Mosto (portugalsky aɫˈviz(ɨ) kɐðaˈmoʃtu) také známý v portugalštině jako Luís Cadamosto (1429 či 1432? Benátky – 16. července 1483 Benátky) byl benátský mořeplavec v portugalských službách, který byl najat princem Jindřichem Mořeplavcem, aby zjistil, zda lze po řece Gambii doplout do říše legendárního panovníka Kněze Jana. V roce 1455 vyplul z Portugalska na jih, když doplul k ústí Gambie narazil na odpor domorodců a tak se musel vrátit. O rok později se vydal na druhou plavbu při které objevil ostrovy Boa Vista, Santiago a Maio v Kapverdském souostroví. Po té doplul znovu k ústí řeky Gambie a plul proti jejímu proudu do vnitrozemí. Po vypuknutí nemoci mezi posádkou byl nucen se vrátit zpět do Portugalska. Byl jedním z mála mořeplavců ve službách Jindřicha Mořeplavce, který zanechal o své plavbě podrobnou zprávu. Narodil se a zemřel v Benátkách v paláci Ca' da Mosto, po kterém má své přízvisko. 

## Dílo
- Navigatio ad terras incognitas (ve sborníku Novus orbis regionum ac insularum) - Basilej 1532 (angl. překlad G. R. Crone The Voyages of Cadamosto, Londýn 1937)